# Сургутнефтегаз
„Сургутнефтегаз“ АД (на руски: „Сургутнефтегаз“ ОАО) е сред най-големите нефтени и газови компании в Русия. Регистрирана е в Сургут, където се намира нейната централа.
Занимава се с добив и преработка на суров нефт и природен газ.
По данни на списание „Експерт“ заема 7-о място по печалби сред руските компании през 2008 г. Класирана е на 469-о място във Fortune Global 500 през 2011 г.